# Родерсдорф (Золотурн)
Родерсдорф (нем. Rodersdorf SO) — коммуна в Швейцарии, в кантоне Золотурн. 
Входит в состав округа Дорнек. Население составляет 1287 человек (на 31 декабря 2007 года). Официальный код — 2479.